# Acridocarpus humblotii
Acridocarpus humblotii là một loài thực vật có hoa trong họ Malpighiaceae. Loài này được Baill. mô tả khoa học đầu tiên năm 1894.